# Hydrocharis dubia
Hydrocharis dubia är en dybladsväxtart som först beskrevs av Carl Ludwig von Blume, och fick sitt nu gällande namn av Cornelis Andries Backer. Hydrocharis dubia ingår i släktet dybladssläktet, och familjen dybladsväxter. IUCN kategoriserar arten globalt som livskraftig. Inga underarter finns listade.

## Bildgalleri

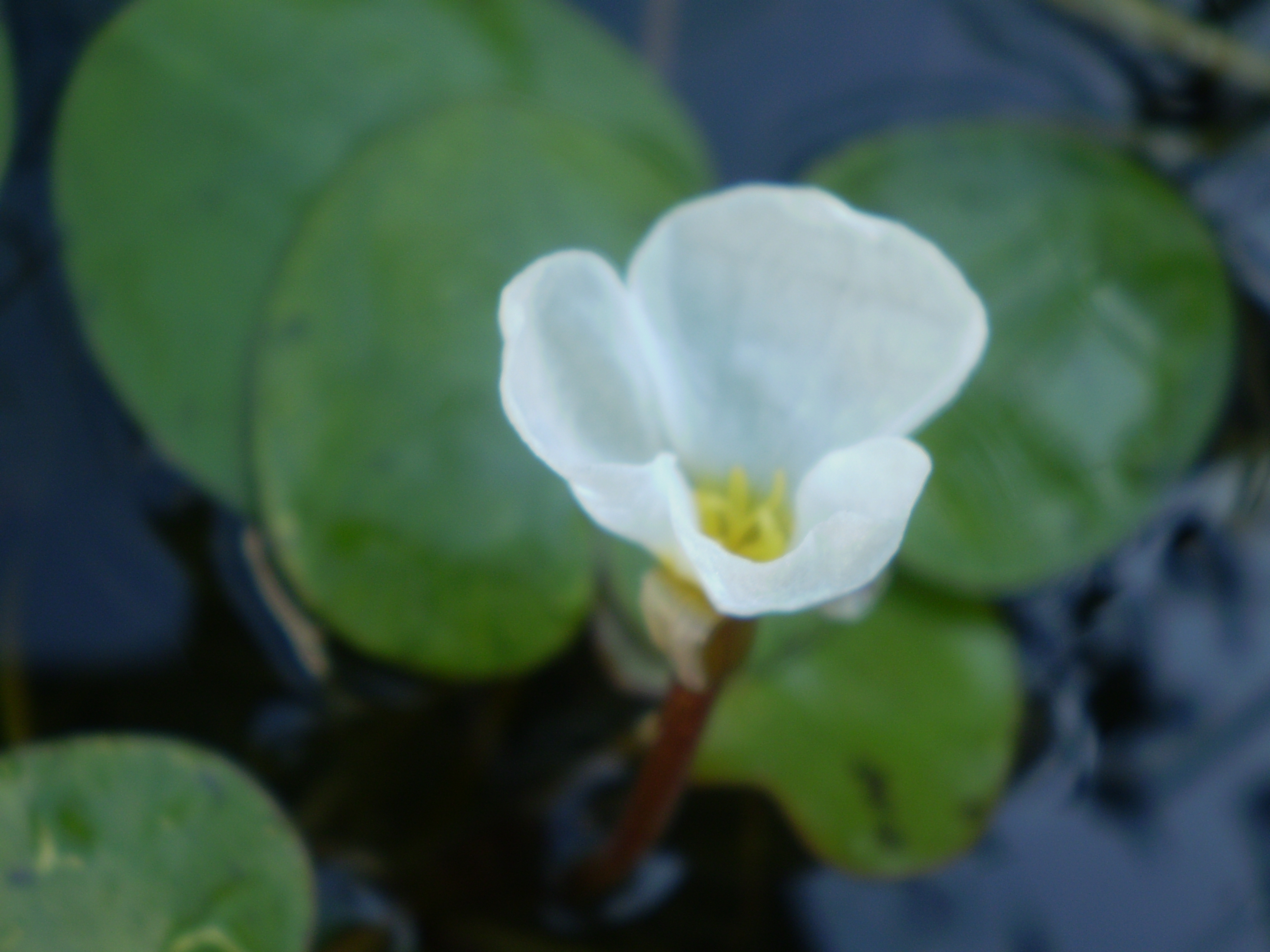